# Mortified
Mortified —en español: ¿Por qué a mí?— es una serie de televisión infantil australiana, que fue producida por Australian Children's Television Foundation y Enjoy Entertainment para Nine Network, Disney Australia y BBC. La serie se estrenó el 30 de junio de 2006 y concluyó el 11 de abril de 2007 con dos temporadas y un total de 26 episodios.

## Argumento
¿Por qué a mí? sigue la vida imaginativa de Taylor Fry, una niña de once años (en la primera temporada, luego doce años en la segunda temporada) que vive en un pueblo junto a la playa en Australia llamada Sunburn Beach, mientras lucha por hacerlo a través de sus años de adolescente con su familia defectuosa y vergonzosa. Ella se siente avergonzada por sus padres, celosa de su vecina Brittany; su mejor amigo, Héctor, se siente atraído por ella, y ella tiene un enamoramiento por el popular León. Taylor con frecuencia rompe la cuarta pared y habla directamente a la audiencia. Su imaginación hace que los objetos inanimados parezcan venir a la vida.

## Reparto

### Principales
- Marny Kennedy como Taylor Fry – Taylor es la protagonista de la serie. Es dramática y muchas veces actúa sin pensar o hace un enredo enorme por cosas insignificantes. Esto se debe a la gran vergüenza que siente debido a las excentricidades de sus padres, Don y Glenda, y por la mala relación que tiene con su hermana mayor Layla. Se siente atraída por su compañero de clase León (mientras que su mejor amigo Héctor se siente atraído por ella, pero ella no lo sabe). Taylor regularmente rompe la cuarta pared y habla directamente a la audiencia. Marny Kennedy recibió un Australian Film Institute Award por su papel en Mortified.

- Nicolas Dunn como Hector Garcia – Héctor es el mejor amigo de Taylor. Es muy leal a Taylor, y con frecuencia se ve arrastrado a sus cruzadas. Sin embargo, él se pelea con Taylor en el episodio "Flag Fall" después de que Taylor lo llama idiota cuando él se ofrece voluntariamente para elevar la nueva bandera de la escuela, y de nuevo en "School Trivia Night" donde Taylor accidentalmente se unió a León. Héctor está enamorado de Taylor, tanto, que llegó a enviarle una tarjeta de San Valentín en el episodio "DJ Taylor" (aunque Taylor supone erróneamente que la tarjeta era de León, aunque incluso después de que Taylor se entera de que este no era el caso, Héctor no le dice que la tarjeta fue de él). Él es alérgico a los gatos (como se revela en el episodio "Taylor Gets a Job").

- Maia Mitchell como Brittany Flune – Brittany es la vecina de Taylor y su "amienemiga". Es hermosa, popular y todo suele salirle como ella lo quiere, por lo que Taylor la califica de "perfecta" y la envidia por eso. Sin embargo, al igual que Taylor con sus padres, Don y Glenda, Brittany demuestra que a veces se siente avergonzada por sus padres, pues estos son perfeccionistas y fanáticos de la limpieza (sobre todo su madre). Suele emplear un lenguaje florido y parece ser la líder de un comité en el episodio "Bigger Than Vegas".

- Luke Erceg como Leon Lipowski – León es el galán de la clase. Es guapo, atlético y serio. Taylor y Brittany están enamoradas de él, aunque es un poco obvio que él prefiere a Taylor. Héctor lo detesta por la evidente atracción que Taylor siente hacia León (cuando Héctor se siente atraído por Taylor) Su padre, Gary, es apodado "Fingers" y León sobre todo disfruta de surf y los deportes. León, a primera vista parece ser hijo único hasta que su hermano mayor, Brett, hace su primera y única aparición en el episodio "School Trivia Night".

- Dajana Cahill como Layla Fry – Layla es la hermana mayor de Taylor. Es desagradable y molesta; siempre consigue poner en ridículo a Taylor. Está obsesionada con la moda y siempre está a la búsqueda de novios, debido a su bonito aspecto. A pesar de la enemistad entre ellas, Layla demuestra algunas "acciones buenas" hacia Taylor, aunque luego resulten negativas para su hermana como en el episodio "Taylor Gets a Job", cuando le da a Taylor su viejo teléfono móvil y luego resultó que todos sus números viejos todavía estaban en la lista de contactos y Taylor terminó recibiendo llamadas telefónicas de personas que no conocía. En el episodio "Rome Wasn't Built in a Day", ella ayuda a Taylor a reconstruir su modelo medio destruido de un romano en la cocina después de que Taylor la ayudara a reconciliarse con su antiguo novio. Se revela en el episodio "Taylor Turns Bad", que Glenda considera a Layla una rebelde, mientras que Taylor la considera como una idiota.

- Andrew Blackman como Don Fry – Don es el padre de Taylor y Layla, y el esposo de Glenda. Se refieren a él como el "Rey de la ropa interior", e incluso tiene una tienda que vende ropa interior en el centro comercial local. A pesar de hacerse el bobo, excéntrico y sumamente distraído, quiere mucho a sus hijas y arriesgaría todo por ellas,  tal y como lo demostró en el momento en que rescató a Taylor, que estaba en peligro de ahogarse, ya que había caído en el mar cuando lleva un traje de sirena.

- Rachel Blakely como Glenda Fry – Glenda es la mamá de Taylor y Layla y la esposa de Don. tiene la misma cualidad que Don y su vida quedó estancada en los 60's, por lo que suele vestirse como una hippie. Desconoce que su hija Taylor se avergüenza de ella y trata de apoyarla en todo lo que hace, aunque siempre acabe trayéndole más problemas a Taylor. Al igual que su prima Mística Marj, ella está obsesionada con cosas como chakras/mente/cuerpo/espíritu y medita a menudo.

- Sally McKenzie como Mística Marj – Marj es la prima de Glenda. Se describe así misma como una vidente/adivina/mística/profética/psíquica y se gana la vida leyendo las hojas de té, las cartas o la bola de cristal. Es igual de excéntrica que Glenda y tiene una gran pasión por los chakras. Aunque ella no se da cuenta, muchos piensan que es un fraude y que está loca. En el episodio "Mother in the Nude", ella y Taylor crean un video donde Marj predice una serie de eventos catastróficos que ocurren en la orilla del mar en el momento de Escultura de la playa (por ejemplo lluvias, glaciares, deslizamientos de tierra y tormentas eléctricas) y nadie le creyó. En el episodio "Bigger than Vegas", Taylor va a pedirle consejo para algo y Marj adivina correctamente que Taylor había sido nominada para ser capitana del equipo de la escuela, pero luego se descubré que solo lo adivinó porque Glenda se lo dijo.

### Recurrente
- Mr. McClusky (Steven Tandy) es el maestro de Taylor, Héctor, Brittany y León (y, presumiblemente, antiguo profesor de Layla en la escuela primaria, ya que en el episodio "Taylor Turns Bad", sigue diciendo su nombre y actúa como si realmente la conoce). Él es sabio y puede ser estricto, a veces (sobre todo con León cuando él lanza "misiles en el aire"). El Sr. McClusky aparece en cada episodio de la temporada uno (aparte de "The Talk"), pero está ausente en la segunda temporada ya que Taylor, Héctor, Brittany y León salen de la escuela primaria al final de la temporada uno (aunque es mencionado brevemente por Taylor en el primer episodio de la temporada dos "Little Fish" que Taylor lo extraña y su arbusto-caminar para que Héctor responde: "¿En serio?").
- Michael y Loretta Flune (Peter Kent) y (Veronica Neave) son los padres de Brittany. A ellos les gusta mantener todo "perfecto". Son unos músicos brillantes (como se revela en los episodios "Taylor's DNA" donde tocan un solo de piano para la búsqueda de talento y en "Mukundan in the Nude", donde Loretta toca el piano y Michael toca el violonchelo) y son de tolerancia cero a las manchas (como se revela en el episodio "Girl Power", cuando Taylor derrama accidentalmente un sorbo de jugo de frambuesas en la alfombra) y tienen estrictas reglas de la casa (como se ve en el episodio, "Taylor's Song.")
- Gary Lipowski (David Anderson) es el padre de León y Brett. Su esposa no se muestra, lo que sugiere/dando a entender que él es viudo. Él es dueño de un taller de reparación para las cosas como radios y televisores y microondas. En el episodio "School Trivia Night", él dio a pensar brevemente que han robado la televisión de los Flunes y finalmente lo dona a la escuela.

## Doblaje

### Doblaje para Latinoamérica
- Agustina Cirulnik como Taylor Fry.
- Juan Diego Angulo como Héctor García.
- Daiana Giselle Vecchio como Britanny Flune.
- Vanina García como Leyla Fry.
- Irene Guiser como Glenda Fry.
- Gustavo Dardés como Don Fry.
- Jonás Campabell como León Lipowlski.
- Ruby Gattari como Mística Marj.
- Karín Zavala como Loretta Flune.
- Héctor Caffarello como Sr. McClusky

Créditos técnicos
- Estudio de doblaje: Media Pro Com, en Buenos Aires, Argentina

### Doblaje para España
- Estívaliz Lizárraga como Taylor Fry.
- Josu Cubero como Héctor García.
- Eba Ojanguren como Britanny Flune.
- Pilar Ferrero como Leyla Fry.
- Nuria Marín Picó como Glenda Fry.
- Antón Palomar como Don Fry.
- Juan Martín Goiricelaya como León Lipowlski.
- Alazne Erdozia como Mística Marj.
- Ana Begoña Eguileor como Loretta Flune.
- Víctor Prieto como Sr. McClusky.

Créditos técnicos
- Estudio de doblaje: DoMusic TV, en Erandio, Vizcaya

## Premios
¿Por qué a mí? recibió numerosos premios, incluyendo:
- Premios de Promoción y Programación del Festival de Nueva York de 2007:
  - Premio Grand por Mejor Programa Juvenil.
  - Medalla de Oro Mundial por Mejor Programa para edades de 7 a 12 años.

- Premios del Australian Film Institute::
  - Ganador: Mejor Drama de Televisión Infantil.
  - Ganador: Mejor Actriz (Marny Kennedy).
  - Nominado: Mejor Dirección en Televisión (Pino Amenta).
  - Nominado: Mejor Puesta en Producción para Televisión (Angela Webber, episodio n.º 1: El ADN de Taylor).

- Festival Infantil Internacional de Chicago 2006:
  - Primer premio en la categoría: Televisión en imagen real (en inglés: Live Action Television).

- 54º Festival de Filmes y Video Internacional Columbus:
  - Placa de Bronce por Programas Infantiles.

- Premiación de Maestros de Media de Australia:
  - Mejor Serie de Televisión.

## Mercancía

### ¿Por qué a mí?: Volumen 1
Es el primer DVD de la serie, lanzado en formato PAL, el 4 de abril del 2007. Es un DVD de 2 discos, con un tiempo de 299 minutos (total de los dos discos). Incluye la 1ª temporada completa de la serie.

### ¿Por qué a mí?: Volumen 2
Es el segundo DVD de la serie, lanzado el 18 de julio del 2007. Es un DVD de 2 discos, con un tiempo de 312 minutos (total de los dos discos). Incluye la 2ª temporada completa de la serie.